# Кобура

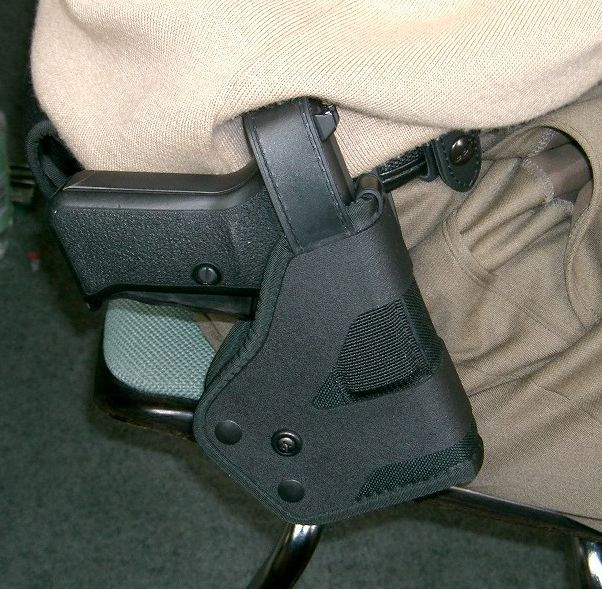
Поясна кобура

Кобура́ (тур. kubur —  «чохол», «сагайдак»)  — це пристрій, який використовується для тримання або обмеження небажаного руху пістолета, найчастіше в місці, де його можна легко витягнути для негайного використання. Кобури часто кріпляться до ременя, також можуть бути прикріплені до інших місць тіла (наприклад, кобура для щиколотки). Кобури відрізняються за ступенем кріплення або захисту вогнепальної зброї. Деякі кобури для офіцерів правоохоронних органів мають ремінь на верхній частині, щоб зменшити ймовірність випадіння пістолета з кобури та щоб сторонній людині було важче вихопити пістолет. Деякі кобури мають зверху клапан, щоб захистити пістолет від опадів, пилу та бруду.

## Функції
Кобури, як правило, призначені для захисту пістолета, його тримання та забезпечення швидкого доступу до нього. Потреба в швидкому доступі часто суперечить потребі в безпеці та захисті, тому користувачі повинні враховувати свої потреби при виборі кобури. Правильний баланс безпеки та швидкого доступу може бути дуже важливим, особливо у випадку захисної кобури, де немає можливості швидкого доступу до зброї або ж пошкодження чи втрата зброї через недостатнє утримання та захист, що може залишити користувача незахищеним.
Однією з найважливіших функцій кобури є захист спускового механізму, унеможливлення його самовільного натискання. Багато хто вирішує носити вогнепальну зброю з патроном у патроннику, щоб вона була негайно доступна для використання. Хоча деякі користувачі зброї вважають, що це небезпечно, практично всі сучасні пістолети призначені для носіння таким чином, з функціями безпеки, які призначені для запобігання розряду зброї, якщо не натиснути на спусковий гачок. Використання кобури, яка блокує доступ до спускового механізму, ефективно зменшує цей ризик. Кобури, спеціально розроблені для даної моделі вогнепальної зброї, як правило, найкраще виконують свою функцію. Аналогічно, вироби, виготовлені з більш жорстких матеріалів, краще запобігають маніпуляції спусковим гачком у кобурі.
Кобури, як правило, призначені для використання однією рукою, що дозволяє виймати пістолет тією ж рукою. Щоб мати можливість повернути пістолет у кобуру однією рукою, кобура повинна бути виготовлена з жорсткого матеріалу, який тримає форму, щоб кобура не стискалася, коли предмет більше не знаходиться всередині.
Кобури зазвичай прикріплюються до ременя або закріплюються на іншому предметі одягу. Деякі кобури, наприклад, кобури для щиколоток, мають вбудований жорсткий каркас. Інші кобури можуть поміститися в кишені, щоб надати  пістолету стійкість і захист, зберігаючи його більш надійнішим і доступним, ніж якби він був у кишені окремо.
Кобури зазвичай носять у місці з легким доступом. Поширені місця носіння кобури: на талії (зовні (OWB) або всередині (IWB) ременя), за спиною (SOB), на щиколотці, на грудях (в еластичному поясі або плечовій кобурі), або на верхній частині стегна. Кобури іноді носять у зовнішній сумці, наприклад, у сумці через плече, месенджері, дамській сумочці або бананці.